# Nolella sawayai
Nolella sawayai är en mossdjursart som beskrevs av Ernst Marcus 1938. Nolella sawayai ingår i släktet Nolella och familjen Nolellidae. Inga underarter finns listade i Catalogue of Life.